# Mauritz Gullstrand
Anders Mauritz Gullstrand, född den 22 september 1891 i Stockholm, död där den 22 augusti 1964, var en svensk jurist. 
Gullstrand avlade studentexamen i Stockholm 1910 och juris kandidatexamen vid Stockholms högskola 1916. Efter tingstjänstgöring kom han till Stockholms rådhusrätt, där han blev kriminalassessor 1922, civilassessor 1926 och var rådman 1935–1956. Gullstrand var amanuens i Patent- och registreringsverket 1918–1923 och krigsfiskal i den särskilda krigsrätten för kustflottan 1933–1935, i stationskrigsrätten för Stockholms örlogsstation 1935–1940. Han blev riddare av Nordstjärneorden 1941 och kommendör av samma orden 1953. Gullstrand vilar i sin familjegrav på Norra begravningsplatsen utanför Stockholm.